# Танты (Дагестан)
Танты (дарг. ТIантIи) — село в Акушинском районе Дагестана.
Образует сельское поселение село Танты как единственный населённый пункт в его составе. 

## География
Расположено в 12 км к югу от села Акуша на реке Акуша.

## Хозяйство
Жители села занимаются сельским хозяйством, животноводством, держат лошадей.

## История
В 1944 году, после депортации чеченского населения с Северного Кавказа и ликвидации ЧИАССР, всё население села было переселено в село Ишхой-Юрт вновь образованного Шурагатского района, которое в свою очередь было переименовано в Танты. В 1957 году, в связи с восстановлением ЧИАССР, бывшие жители вернулись на прежнее место жительства и восстановили населённый пункт.
Село пострадало в результате землетрясения в 1970 году, было разрушено порядка 30% домостроений.

## Население
| 1888 | 1895 | 1926 | 1939  | 1959 | 1970 | 1989 |
| ---- | ---- | ---- | ----- | ---- | ---- | ---- |
| 996  | ↘951 | ↘916 | ↗1111 | ↘660 | ↗878 | ↘575 |
| 2002 | 2010 | 2012 | 2013  | 2014 | 2015 | 2016 |
| ↗795 | ↗824 | ↘819 | ↗823  | ↘817 | ↗818 | ↗823 |
| 2017 | 2018 | 2019 | 2020  | 2021 | 2023 | 2024 |
| ↗825 | ↗831 | ↗846 | ↗857  | ↗886 | ↗893 | ↗899 |
| 2025 |      |      |       |      |      |      |
| ↗906 |      |      |       |      |      |      |

## Язык
Говор селения относится к даргинской группе. В 2000-е годы говор активно изучался московскими кавказоведами Н. Р. Сумбатовой и Ю. А. Ландером, в 2013 году выпустившим большую монографию по результатам своих исследований.